# Electrified
Electrified – trzeci i ostatni singel z albumu Kasi Nosowskiej pt. Sushi. W utworze gościnnie zaśpiewał Anthony Neale. Na płycie błędnie wydrukowany tytuł Electryfied.

## Lista utworów
1. "Electrified" – 3:45